# BK Sadská
BK Sadská byl český basketbalový klub ze Sadské, hrajícího Národní basketbalovou ligu. Své domácí zápasy v nejvyšší soutěži odehrával v Poděbradech.
Současný klub založený v roce 2001 navazoval na zhruba padesátiletou historii basketbalového oddílu TJ Sokol Sadská, který hrál vesměs nižší (krajské) soutěže.
Hned v sezóně 2001/02 postoupil BK Sadská do 2. ligy, kde se bez větších problémů udržel i v následující sezóně. Postupné zlepšování v rámci této soutěže vyvrcholilo v roce 2005 vítězstvím v play-off a postupem do NBL.
Ve své první sezóně (2005/06) skončil klub na posledním místě NBL, dokázal se ale v lize udržet díky úspěchu v baráži. V lednu 2007 byl v tabulce na předposledním jedenáctém místě. V roce 2008 klub definitivně přestěhoval své sídlo do Poděbrad (odehrál zde všechny ročníky v NBL), kde obdržel název Karma Basket Poděbrady.

## Soupiska pro sezónu 2006/2007
- 4 Jan Sukup
- 5 Miroslav Šverma
- 6 Sherman Rivers
- 8 Ondřej Motejlek
- 9 Andrej Vukotič
- 10 Michal Šušák
- 11 Zdeněk Hanzlík
- 12 Pavel Kubálek
- 13 Tomáš Tikalský
- 14 Karel Formánek
- 15 Michal Hubálek
- 16 Tomáš Kukačka
- 17 Timothy Lyle
- 19 Martin Kulhavý

## Umístění v jednotlivých sezonách
Stručný přehled
Zdroj: 
- 2003–2005: 2. liga (2. ligová úroveň v České republice)
- 2005–2008: Národní basketbalová liga (1. ligová úroveň v České republice)

Jednotlivé ročníky
Zdroj: 
Legenda: ZČ - základní část, červené podbarvení - sestup, zelené podbarvení - postup, fialové podbarvení - reorganizace, změna skupiny či soutěže
| Česko (2003 – 2008) |                           |           |           |                                       |                            |
| Sezóny              | Soutěž                    | Úroveň    | ZČ        | Play-off, nadstavba, sk. o udržení... | Poznámky                   |
| 2003/04             | 2. liga                   | 2. úroveň | 6. místo  | Semifinále                            |                            |
| 2003/04             | 2. liga                   | 2. úroveň | 2. místo  | Vítěz                                 | Postup                     |
| 2005/06             | Národní basketbalová liga | 1. úroveň | 12. místo |                                       |                            |
| 2006/07             | Národní basketbalová liga | 1. úroveň | 11. místo |                                       |                            |
| 2007/08             | Národní basketbalová liga | 1. úroveň | 9. místo  |                                       | Prodej licence do Poděbrad |